# 夏斯利韋 (扎波羅熱州)
47°45′18″N 35°33′1″E / 47.75500°N 35.55028°E
夏斯利韋（烏克蘭語：Щасливе）是位於烏克蘭東南部的村莊，由扎波羅熱州扎波羅熱区科梅舒瓦哈市镇負責管轄。該村始建於1917年，面積1.76平方公里，海拔高度65米，2001年人口723，人口密度每平方公里411.5人。